# Chalfont St Peter
Chalfont St Peter ist eine Ortschaft und Gemeinde im Südosten der englischen Grafschaft Buckinghamshire. Sie liegt zwischen High Wycombe und Watford nordwestlich von London. Chalfont St Peter gehört mit fast 13.000 Einwohnern zu den größeren Ortschaften in der Kategorie eines Dorfes.
Gemeinsam mit Chalfont St Giles und Little Chalfont bildet Chalfont St Peter The Chaltons.

## Geschichte

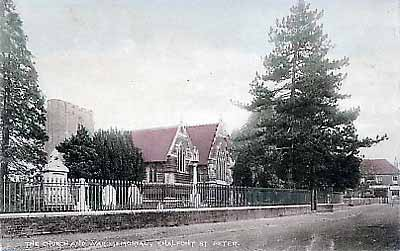
Alte Abbildung der St.-Peter-Kirche in Chalfont

In den Annalen Anglo-Saxon Chronicle aus dem Jahr 949 werden die drei Ortschaften The Chaltons als Ceadeles funtan ("Kreidequellen") aufgeführt. In den Büchern der strukturellen Ordnung (Manorialismus) des Jahres 1237 werden die Dörfer wieder getrennt genannt und die Bezeichnung von Chalfont St Peter lautet Chalfund Sancti Petri. Der Zusatz „St Peter“ stammt von der Kirchweihe der örtlichen Kapelle. 
Die erste größere Entwicklung des Dorfes folgte der Eröffnung von Geschäften in der georgianischen Zeit (1720 bis 1840), von denen einige noch erhalten sind. 
In den späten 1920er Jahren wurden größere Gebäude errichtet, und diese Geschäfte, die die Hauptstraße hinaufführen, bilden aktuell den größten Teil des Dorfzentrums. Die Modernisierung und Verstädterung setzte sich bis in die 1960er Jahre fort, als die meisten der georgianischen Läden zugunsten einer Betonbebauung mit Wohnungen, Büros und Ladenfronten rund um einen zentralen Parkplatz abgerissen wurden. 
Zu Beginn des Zweiten Weltkriegs kamen 1.210 evakuierte Bewohner Londons nach Chalfont St Peter, was einen Zuwachs der Einwohnerschaft um rund 10 % bedeutete. Das Dorf blieb von Bombenangriffen und Einschlägen der deutschen V1-Flugkörper verschont. Der Aufmarsch vor allem amerikanischer Heereseinheiten im Vorfeld der Operation Overlord belastete die enge dörfliche Infrastruktur stark.
Moderne Gebäude und städtische Bebauung dominieren im 21. Jahrhundert den Ortskern, dem nur noch wenig historische Architektur verblieben ist.

## Öffentliche Einrichtungen
Schulen

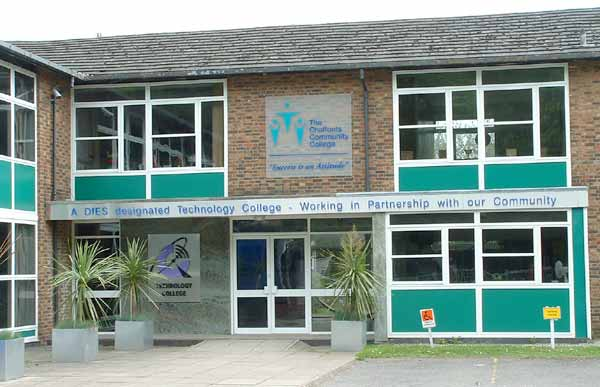
Chalfonts Community College

Der Ort verfügt über 7 Schulen. Im Primarbereich sind es Robertswood Combined and Nursery School, Chalfont St Peter Infant School und im Sekundarbereich Chalfonts Community College.
Zwei Privatschulen haben ihren Sitz in Chalfont St Peter: Maltman’s Green School (Mädchen) und Gayhurst School.
Konfessionell wird an der Chalfont St. Peter Church of England Academy und der St. Joseph’s Combined Catholic School unterrichtet.
Kirchen

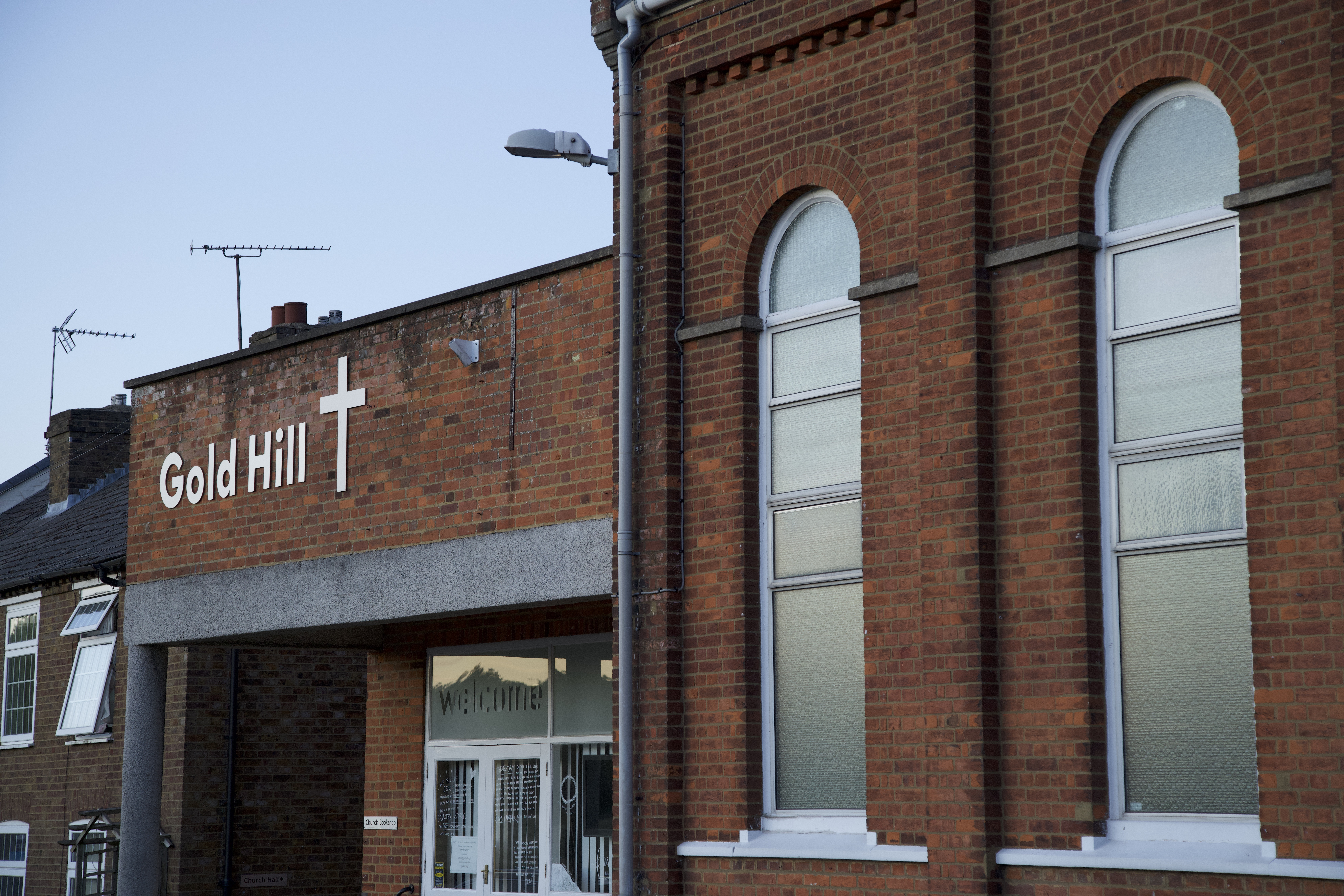
Gold Hill Baptist Church

Neben der anglikanischen Chalfont St Peter Parish Church besteht die Gold Hill Baptist Church, The Gospel Hall und St. Joseph’s Roman Catholic Church.
Sport und Freizeit
Chalfont St Peter hat den Amateurfußballverein (Non-League football) Chalfont St Peter A.F.C.
Es gibt verschiedene Cricket-, Golf- und Tennisclubs.
Dem Jugendzentrum Chalfont St. Peter Youth Centre wurde der Queen’s Award for Voluntary Service, die höchste Auszeichnung auf dem Gebiet der Jugendarbeit, verliehen.
Verkehr
Der Ort liegt jeweils rund 3 km von der M25 (östlich) und M40 (südlich) Autobahn entfernt.
Busse der Linien 104, 105, 335 und 337 bedienen aus dem Dorfzentrum und den umliegenden Wohngebieten Strecken nach Slough, Amersham, Chesham, High Wycombe und Uxbridge.
Chalfont St Peter liegt gut 15 km nordwestlich des Londoner Flughafens Heathrow.
Der Bahnhof Gerrards Cross Railway Station liegt an der Chiltern Main Line Bahnstrecke, die London Marylebone mit Birmingham Snow Hill verbindet.

## Sehenswürdigkeiten
Das Chiltern Open Air Museum widmet sich in erster Linie der Dokumentation der viktorianischen Zeit.

## Bekannte Einwohner
- Lewis Collins (1946–2013) – Schauspieler.
- George Jeffrie (1964–2020) – Drehbuchautor.
- John Laurie (1897–1980) – Schauspieler.
- Patrick O’Brian (1914–2000) – Schriftsteller, wurde in Chalfont St Peter geboren.
- Ozzy Osbourne (1948–2025) – Rockmusiker, lebte in Jordans, 1 km von Chalfont St Peter entfernt.
- Margaret Rutherford (1892–1972) – Schauspielerin (Miss Marple in verschiedenen Agatha Christie Verfilmungen).